# ФК «Жемчужина» Одесса в сезоне 2017/2018
Сезон 2017/2018 годов стал для ФК «Жемчужина» Одесса четвёртым со дня основания и последним в истории клуба. Команда второй раз приняла участие в чемпионате и розыгрыше кубка Украины. Впервые клуб принял участие в Первой лиге Украины. За три матча до конца сезона команда снялась с чемпионата и объявила о своей ликвидации.

## Клуб

### Тренерский штаб
|                 | \| Должность \| Имя \| \| --------------- \| ------------------ \| \| Главный тренер \| Дмитрий Горбатенко \| \| Тренер вратарей \| Сергей Долганский \| \| Администратор \| Константин Кулик \| \| Врач \| Василий Вознюк \| |
| Должность       | Имя |
| Главный тренер  | Дмитрий Горбатенко |
| Тренер вратарей | Сергей Долганский |
| Администратор   | Константин Кулик |
| Врач            | Василий Вознюк |

21 августа 2017 года по обоюдному согласию сторон был расторгнут контракт с главным тренером клуба Денисом Колчиным. Исполняющим обязанности главного тренера назначен спортивный директор клуба Леонид Гайдаржи.
22 января 2018 года президент ФК «Жемчужина» объявил о назначении исполняющим обязанности главного тренера клуба до конца сезона Дмитрия Горбатенко.

## Перед началом сезона
В предыдущем сезоне ФК «Жемчужина» впервые участвовала в чемпионате Украины по футболу и розыгрыше Кубка Украины. В чемпионате команда заняла первое место и завоевала право участия в соревнованиях среди команд Первой лиги. В Кубке Украины команда дошла до 1/16 финала, где уступила только в серии послематчевых пенальти команде высшей лиги Карпаты.
В мае 2017 футбольный клуб «Жемчужина» получил Аттестат ФФУ, о соответствии клуба требованиям ПФЛ и возможность участвовать в соревнованиях среди команд Первой лиги.
Добившись успеха в предыдущем сезоне, клуб прошел подготовку товарищескими спаррингами с профессиональными и любительскими командами украинского чемпионата. В матчах прошли обкатку новые игроки команды пришедшие в клуб во время межсезонного перерыва — Дмитрий Климаков, Антон Хромых, Анатолий Диденко и другие.
О целях команды в Первой лиге рассказал опытный новичок команды Анатолий Диденко:
Молодая команда, все хотят чего-то добиться, горят желанием. Но надо добирать класс ребятам. Задача наша – быть в середине таблице.

## Состав
Состав ФК «Жемчужина» на 7 июля 2017 согласно заявке ПФЛ.

| \| № \| \| Поз. \| Имя \| Год рождения \| \| -- \| \| ---- \| -------------------- \| ------------ \| \| 1 \| \| Вр \| Евгений Ширяев \| 1984 \| \| 4 \| \| ПЗ \| Александр Ткач \| 1993 \| \| 7 \| \| ПЗ \| Виктор Георгиев \| 1996 \| \| 10 \| \| ПЗ \| Станислав-Нури Малыш \| 1995 \| \| 11 \| \| Нап \| Тарас Лазарович \| 1982 \| \| 13 \| \| Защ \| Максим Вдовиченко \| 1993 \| \| 14 \| \| Защ \| Василий Курко \| 1995 \| \| 15 \| \| ПЗ \| Андрей Горбовский \| 1996 \| \| 16 \| \| Вр \| Сергей Долганский \| 1974 \| \| 19 \| \| ПЗ \| Денис Долинский \| 1998 \| \| 22 \| \| ПЗ \| Руслан Паламар \| 1993 \| \| 23 \| \| Защ \| Антон Хромых \| 1982 \| \| 27 \| \| Нап \| Михаил Шестаков \| 1990 \| \| 37 \| \| Защ \| Евгений Потароченко \| 1995 \| \| 60 \| \| Защ \| Дмитрий Поспелов \| 1991 \| \| 99 \| \| Защ \| Дмитрий Деменчук \| 1999 \| |              |      |                      |              |
| № |              | Поз. | Имя                  | Год рождения |
| 1 | Флаг Украины | Вр   | Евгений Ширяев       | 1984         |
| 4 | Флаг Украины | ПЗ   | Александр Ткач       | 1993         |
| 7 | Флаг Украины | ПЗ   | Виктор Георгиев      | 1996         |
| 10 | Флаг Украины | ПЗ   | Станислав-Нури Малыш | 1995         |
| 11 | Флаг Украины | Нап  | Тарас Лазарович      | 1982         |
| 13 | Флаг Украины | Защ  | Максим Вдовиченко    | 1993         |
| 14 | Флаг Украины | Защ  | Василий Курко        | 1995         |
| 15 | Флаг Украины | ПЗ   | Андрей Горбовский    | 1996         |
| 16 | Флаг Украины | Вр   | Сергей Долганский    | 1974         |
| 19 | Флаг Украины | ПЗ   | Денис Долинский      | 1998         |
| 22 | Флаг Украины | ПЗ   | Руслан Паламар       | 1993         |
| 23 | Флаг Украины | Защ  | Антон Хромых         | 1982         |
| 27 | Флаг Украины | Нап  | Михаил Шестаков      | 1990         |
| 37 | Флаг Украины | Защ  | Евгений Потароченко  | 1995         |
| 60 | Флаг Украины | Защ  | Дмитрий Поспелов     | 1991         |
| 99 | Флаг Украины | Защ  | Дмитрий Деменчук     | 1999         |

## Изменения в составе

### Пришли в клуб
| Дата            | Позиция        | Имя                | Прежний клуб        | Причина         | Контракт        |
| --------------- | -------------- | ------------------ | ------------------- | --------------- | --------------- |
| 10 июля 2017    | полузащитник   | Дмитрий Климаков   | Ингулец (Петрово)   | не разглашается | постоянный      |
| 10 июля 2017    | полузащитник   | Антон Хромых       | Реал Фарма (Одесса) | не разглашается | постоянный      |
| 10 июля 2017    | нападающий     | Анатолий Диденко   | Волынь (Луцк)       | не разглашается | постоянный      |
| 20 июля 2017    | нападающий     | Вячеслав Акимов    | «Десна» (Чернигов)  | не разглашается | постоянный      |
| 28 июля 2017    | вратарь        | Дмитрий Стародубец | Врадиевка           | не разглашается | постоянный      |
| 13 августа 2017 | нападающий     | Артём Кулишенко    | «Николаев»          | не разглашается | постоянный      |
| 24 августа 2017 | полузащитник   | Сергей Урсуленко   | «Балканы» (Заря)    | не разглашается | постоянный      |
| 8 сентября 2017 | нападающий     | Евгений Мурашов    | Черноморец (Одесса) | не разглашается | постоянный      |
| 8 сентября 2017 | защитник       | Сергей Петько      | Черноморец (Одесса) | не разглашается | постоянный      |
| 8 сентября 2017 | защитник       | Денис Норенков     | Черноморец (Одесса) | не разглашается | постоянный      |
| 1 ноября 2017   | полузащитник   | Евгений Терзи      | Заря U-21           | не разглашается | постоянный      |
| 22 января 2018  | главный тренер | Дмитрий Горбатенко | ДЮСШ «Черноморец»   | не разглашается | до конца сезона |
| 24 января 2018  | вратарь        | Сергей Кравченко   | Реал Фарма (Одесса) | не разглашается | постоянный      |
| 24 февраля 2018 | защитник       | Пётр Стасюк        | «Балканы» (Заря)    | не разглашается | постоянный      |
| 24 февраля 2018 | полузащитник   | Максим Гавриленко  | Динамо-Авто         | не разглашается | постоянный      |
| 24 февраля 2018 | защитник       | Владислав Щетинин  | Черноморец (Одесса) | не разглашается | аренда          |
| 24 февраля 2018 | полузащитник   | Виктор Серденюк    | Черноморец (Одесса) | не разглашается | аренда          |
| 24 февраля 2018 | полузащитник   | Алексей Чернышов   | Черноморец (Одесса) | не разглашается | аренда          |
| 28 февраля 2018 | защитник       | Дмитрий Деменчук   | Черноморец (Одесса) | не разглашается | аренда          |
| 1 марта 2018    | полузащитник   | Михаил Попов       | Черноморец (Одесса) | не разглашается | аренда          |
| 4 марта 2018    | защитник       | Олег Гуменюк       | Заря (Бельцы)       | не разглашается | постоянный      |
| 4 марта 2018    | полузащитник   | Артём Селезнев     | Черноморец (Одесса) | не разглашается | постоянный      |
| 12 марта 2018   | защитник       | Данила Спас        | Реал Фарма (Одесса) | не разглашается | постоянный      |
| 12 марта 2018   | вратарь        | Ярослав Важинский  | «Николаев»          | не разглашается | постоянный      |

### Ушли из клуба
| Дата            | Позиция        | Имя                | Следующий клуб         | Причина                      | Контракт   |
| --------------- | -------------- | ------------------ | ---------------------- | ---------------------------- | ---------- |
| 15 июня 2017    | вратарь        | Богдан Зацепин     | Завершил карьеру в УПЛ | по обоюдному согласию сторон | постоянный |
| 30 июня 2017    | защитник       | Дмитрий Гарванко   | «Реал Фарма» (Одесса)  | окончание контракта          | постоянный |
| 30 июня 2017    | полузащитник   | Роман Опря         | «Реал Фарма» (Одесса)  | окончание контракта          | постоянный |
| 30 июня 2017    | полузащитник   | Сергей Паламарчук  | «Балканы» (Заря)       | окончание контракта          | постоянный |
| 30 июня 2017    | нападающий     | Ярослав Захарченко | «Реал Фарма» (Одесса)  | окончание контракта          | постоянный |
| 30 июня 2017    | полузащитник   | Юрий Кравченко     | «Реал Фарма» (Одесса)  | окончание контракта          | постоянный |
| 30 июня 2017    | нападающий     | Филипп Попов       | «Реал Фарма» (Одесса)  | окончание контракта          | постоянный |
| 8 августа 2017  | вратарь        | Андрей Горбовский  | «Реал Фарма» (Одесса)  | по обоюдному согласию сторон | постоянный |
| 21 августа 2017 | главный тренер | Денис Колчин       | «Нива-В» (Винница)     | по обоюдному согласию сторон | постоянный |
| 7 сентября 2017 | вратарь        | Евгений Ширяев     | Завершил карьеру в УПЛ | по обоюдному согласию сторон | постоянный |
| 12 декабря 2017 | нападающий     | Артём Кулишенко    | Свободный агент        | по обоюдному согласию сторон | постоянный |
| 12 декабря 2017 | нападающий     | Вячеслав Акимов    | Свободный агент        | по обоюдному согласию сторон | постоянный |
| 12 декабря 2017 | полузащитник   | Максим Вдовиченко  | Свободный агент        | по обоюдному согласию сторон | постоянный |
| 18 декабря 2017 | защитник       | Василий Курко      | Волынь (Луцк)          | по обоюдному согласию сторон | постоянный |
| 11 января 2018  | нападающий     | Евгений Мурашов    | Сумы                   | по обоюдному согласию сторон | постоянный |
| 11 января 2018  | защитник       | Сергей Петько      | Волынь (Луцк)          | по требованию игрока         | постоянный |
| 11 февраля 2018 | нападающий     | Анатолий Диденко   | Мариуполь              | по обоюдному согласию сторон | постоянный |

## Контрольные матчи[33]

### Лето 2017
| 20 июня 2017 года | Жемчужина               | 2:0 отчёт | Фор Стар | Украина, Одесса                                         |
| 18:00 +24°C | Лазарович 31′ · ИНП 77′ |           |          | Стадион: Спартак Зрителей: 100 Судья: Петренко (Одесса) |
| Жемчужина: Ширяев, ИНП 46'(Шмуклеровский 46'), Поспелов 46'(Малицкий 46'), Деменчук, Вдовиченко 46'(ИНП 46') Малыш 46'(Ткач 46'), Долинский 46'(ИНП 46'), Паламар 46'(Горбовский 46'), Георгиев 46'(Лысенко 46'), Шестаков 46'(Носач 46'), Лазарович 46'(Захарченко 46'). |                         |           |          |                                                         |

| 22 июня 2017 года | Жемчужина                                | 3:3 отчёт | МФК Николаев                    | Украина, Одесса                                          |
| 18:00 +26°C | Малыш 36′ · Паламарь 45′ · ИНП 88′(пен.) |           | Ковалёв 38′ · Сикорский 70′ 72′ | Стадион: Спартак Зрителей: 100 Судья: Козорезов (Одесса) |
| Жемчужина: Ширяев, ИНП 46'(Шмуклеровский 46'), Поспелов, Деменчук 46'(Потароченко 46'), Вдовиченко 46'(ИНП 46') Малыш 46'(Ткач 46'), Долинский, Паламар 46'(Лысенко 46'), Георгиев 46'(Малицкий 46'), Шестаков 46'(Носач 46'), Лазарович 46'(Захарченко 46'). |                                          |           |                                 |                                                          |

| 25 июня 2017 года | Черноморец                                          | 5:1 отчёт | Жемчужина     | Украина, Одесса                                             |
| 18:00 +27°C | Яворский 9′ · Хобленко 54′ 84′ 89′ · , Татарков 66′ |           | Долинский 82′ | Стадион: Совиньон УТБ Зрителей: 500 Судья: Евгений Петренко |
| Черноморец: Каневцев, Азацкий, Серденюк, Люлька, Каплиенко, Мурашов (Машнин 80'), Сильвио (Титаевский 28'), два футболиста на просмотре, Яворский, Барилко (футболист на просмотре 28'); 2-й тайм — Кожухарь, Щетинин, Петько (Азацкий 73'), Норенков, Ковалец, Татарков, Третьяков, Мусолитин, Хобленко, два футболиста на просмотре. · Жемчужина: Ширяев 46'(футболист на просмотре 46'), футболист на просмотре 46'(Носач, 57), Поспелов 80'(Шмуклеровский 80'), Курко 46'(Деменчук 57'), Вдовиченко, Долинский 46'(футболист на просмотре 46'), Малыш 66'(Долинский 66'), Георгиев 80'(Лысенко 80'), Паламар 74'(Малицкий 74'), Шестаков 74'(Захарченко 74'), Лазарович 46'(Потароченко 46'). |                                                     |           |               |                                                             |

| 29 июня 2017 года | Жемчужина                 | 1:3 отчёт | Энергия                        | Украина, Одесса                                            |
| 18:00 +26°C | футболист на просмотре 2′ |           | Ковальчук 30′ · Шастал 48′ 68′ | Стадион: Спартак Зрителей: 75 Судья: Г. Серпутько (Одесса) |
| Жемчужина: футболист на просмотре 46'(Ширяев 46'), Поспелов, Потароченко, Курко 46'(Деменчук 46'), футболист на просмотре 70'(Носач 70'), Малыш, футболист на просмотре 46'(Паламар 46'), Георгиев 46'(Долинский 46'), футболист на просмотре 65'(Горбовский 65'), Шестаков, Лазарович 65'(Вдовиченко 65') |                           |           |                                |                                                            |

| 1 июля 2017 года | Черкасский Днепр | 2:0 отчёт | Жемчужина | Украина, Паланка Уманского р-на                                                   |
| 17:00 +31°C | Качур 68′ 85′    |           |           | Стадион: стадион УТК Зрителей: 35 Судья: О. Шкурченко (Ватутино, Черкасской обл.) |
| Жемчужина: Ширяев(футболист на просмотре 60') – Вдовиченко (Потароченко 60'), Поспелов, Курко, футболист на просмотре (Деменчук 77'), Долинский, футболист на просмотре (Малыш 75'), Георгиев, Лазарович (Горбовский 60'), футболист на просмотре (Паламар 50'), Шестаков. |                  |           |           |                                                                                   |

| 3 июля 2017 года | Жемчужина    | 1:1 отчёт | Шахтер U-21 | Украина, Счастливое Киевской обл.                               |
| 19:00 +22°C | Деменчук 84′ |           | ИНП 71′     | Стадион: стадион УТБ Зрителей: 110 Судья: Артём Михайлюк (Киев) |
| Жемчужина: Ширяев, Потароченко, Курко, футболист на просмотре 60'(Деменчук 60'), Малыш 78'(футболист на просмотре 78'), Долинский 50'(Вдовиченко 50'), футболист на просмотре, Георгиев, Горбовский 60'(Носач 60'), Паламар, Шестаков. |              |           |             |                                                                 |

| 7 июля 2017 года | Жемчужина                       | 2:0 отчёт | ФК Сумы | Украина, Одесса                                              |
| 18:00 +29°C | Вдовиченко 87′ · Шестаков 90+1′ |           |         | Стадион: Спартак Зрителей: 75 Судья: Виталий Лозеев (Одесса) |
| Жемчужина: Ширяев, Потароченко 80'(Деменчук 80'), Курко, Поспелов, Вдовиченко, Малыш 53'(Горбовский 53'), футболист на просмотре, Георгиев 70'(футболист на просмотре 70'), Паламар 58'(Лазарович 58'), Шестаков, футболист на просмотре. |                                 |           |         |                                                              |

### Зима 2018
| 01 февраля 2018 года | Жемчужина | 0:0 отчёт | МФК «Николаев - 2» | Украина, Одесса                                                        |
| 12:00 +10°C |           |           |                    | Стадион: УТБ СДЮШОР «Черноморец» Зрителей: 50 Судья: Петренко (Одесса) |
| Жемчужина: Стародубец 46' (Кравченко 46'), Поспелов 46'(ИНП 46'), Климаков 46'(ИНП 46') Паламар 46'(ИНП 46'), Долинский 46'(ИНП 46'), Норенков 46'(ИНП 46'), Диденко 46'(ИНП 46'), Шестаков 46'(ИНП 46'), Терзи 46'(ИНП 46'), ИНП 46'(ИНП 46'). |           |           |                    |                                                                        |

| 04 февраля 2018 года | Судостроитель | 0:5 отчёт | Жемчужина                                                           | Украина, Николаев                           |
| 13:00 +2°C |               |           | Шестаков 11′ · Поспелов 21′ · Климаков 29′ · Чернышев 33′ · ИНП 62′ | Стадион: стадион «Парк Победы» Зрителей: 50 |
| Жемчужина: Д. Стародубец 46' (ИНП 46'), ИНП 46' (Кравченко 46'), Д. Поспелов 46' (ИНП 46'), Д. Деменчук 43' (ИНП 43'), В. Щетинин 46' (ИНП 46'), Д. Климаков 46' (ИНП 46'), Е. Терзи 46' (ИНП 46'), Р. Паламар 46' (ИНП 46'), Д. Норенков 46' (ИНП 46'), А. Чернышев 46' (ИНП 46'), М. Шестаков 46' (Попов 46') |               |           |                                                                     |                                             |

| 03 марта 2018 года | МФК Николаев                         | 2:3 отчёт | Жемчужина                               | Украина, Николаев                                                             |
| 14:00 +2°C | Герасимец 3′ · Семенина 17′ · Чучман |           | Гуменюк 28′ · Паламар 49′ · Паламар 53′ | Стадион: стадион «Парк Победы» Зрителей: 50 Судья: Евгений Еремеев (Николаев) |
| МФК Николаев: Попович, Рогозинский, Чучман, Назаренко, Попов, Дмитренко, Герасимец, Бондаренко, Семенина, Берко, Сикорский. На замену вышли Старченко, Цебро, Момот, Чернецкий, Калитов, Луценко, Яровенко, Мартян, Шарабура. · Жемчужина: ИНП 46' (С. Кравченко 46'), П. Стасюк, Д. Климаков 26' (ИНП 26'), В. Серденюк 70' (А. Селезнев 70'), В. Щетинин, М. Гавриленко 70' (Д. Долинский 70'), Терзи 46' ( Паламар 70'), О. Гуменюк, Д. Норенков, А. Чернышев 46' (М. Попов 70'), М. Шестаков. |                                      |           |                                         |                                                                               |

## Хронология сезона

### Июль 2017
- 14 июля 2017 г. В своём дебютном матче в Первой лиге ФК «Жемчужина» сыграла успешно — убедительная победа со счетом 2-1 над командой МФК Николаев. Свой первой гол в лиге, уже на 3-й минуте забил Михаил Шестаков. Дальнейшая игра сопровождалась попытками МФК Николаев сровнять счет, что им удалось на 67-й минуте. Однако, под конец матча одесситы всё-таки вырвали победу — 2-м мячом отметился Михаил Шестаков[35]. По итогам тура Михаил Шестаков вошёл в символическую сборную 1-го тура Первой лиги по версии журнала Sportarena[36].
- 22 июля 2017 г. Во втором туре чемпионата Украины ФК «Жемчужина» потерпела поражение от «Ингульца». Матч проходил на выезде, в Петрово Кировоградской области. Первый тайм начался острыми атаками команд, одна из них, на 27-й минуте принесла гол в ворота «Жемчужины». Одесситы пытались отыграться, однако до конца матча им не удалось создать полноценную голевую атаку. Итог матча 1-0 в пользу Ингульца. Первое поражение команды в Первой лиге[37].
- 26 июля 2017 г. Во втором квалификационном раунде Кубка Украины ФК «Жемчужина» одерживает уверенную победу со счётом 4:1 над командой «Энергия» из Второй лиги. Голы забили Лазарович, Шестаков, Малыш и Горбовский. По итогам матча ФК «Жемчужина» второй раз подряд выходит в 1/16 финала[38][39].
- 30 июля 2017 г. В третьем туре чемпионата Украины ФК «Жемчужина» потерпела поражение от «Гелиоса». Матч проходил в Одессе, на стадионе «Спартак». Матч прошёл при заметном преимуществе гостей. На 34-й минуте «Гелиос» не смог реализовать пенальти, однако уже на 36-й минуте Скоблов забил победный гол. Дальнейшие попытки «Жемчужины» сравнять счет были безрезультатны[40].

### Август 2017
- 4 августа 2017 г. В четвёртом туре чемпионата Украины ФК «Жемчужина» одержала гостевую победу в Луцке, над Волынью — 1:3. На 14-й минуте Поспелов вывел гостей вперед, однако на 30-й минуте Воробей сравнял счет. Несмотря на заметное преимущество «Волыни», реализовать свои моменты она не смогла, в отличие от «Жемчужины» — на 70-й минуте Паламар вывел клуб вперед, в добавленное время Шестаков увеличил счет[41]. По итогам тура Дмитрий Поспелов и Руслан Паламар вошли в символическую сборную 4-го тура Первой лиги по версии журнала Sportarena[42].
- 9 августа 2017 г. В пятом туре чемпионата Украины ФК «Жемчужина» проиграла в Одессе лидеру текущего чемпионата ФК Полтава 0:1. На 7-й минуте гол забил Максим Дегтярев. Во втором тайме Колчин провел 4 замены, однако действия арбитра не дали улучшить игру одесской команды — одесситам показано 5 жёлтых карточек[43].
- 13 августа 2017 г. В шестом туре чемпионата Украины ФК «Жемчужина» сыграла вничью с ФК «Рух». После травмы вратаря Ширяева судья остановил матч при владении мячом Рухом, после возобновления игры судья мяч отдал одесситам. Одесситы не отдали мяч по условиям честной игры, а провели атаку и забили гол на 33-й минуте. Такая игра возмутила президента ФК Рух Григория Козловского и вызвала его неадекватные действия, вследствие чего рефери удалил президента на трибуны. Одесситы отдали мяч и не сопротивлялись проводившему атаку Руху, который на 46-й минуте сравнял счет. Во втором тайме, на 86-й минуте винниковцы выходят вперед, однако в добавленной время ФК «Жемчужина» сравняла счет — 2:2[44].
- 19 августа 2017 г. В седьмом туре чемпионата Украины ФК «Жемчужина» проиграла в Одессе 2:1 аутсайдеру Первой лиги «Горняк-Спорт». Первый гол хозяева забили в дебюте встречи — на 10-й минуте отличился Шестаков. Дальнейшая игра в первом тайме пошла на равных. Однако во втором тайме гости усилили атаку и забили 2 гола в ворота «Жемчужины» — отметились Батюшин и Панасенко. Хозяева отыграться уже не смогли[45].
- 26 августа 2017 г. В восьмом туре чемпионата Украины ФК «Жемчужина» проиграла в Чернигове команде «Десна». Одесситы пропустили гол уже на 3-й минуте — гол забил Чепурненко. Однако, вскоре «Жемчужина» смогла сравнять счет — на 12-й минуте гол забил Поспелов. Игра далее шла с преимуществом хозяев — на 33-й минуте Чепурненко забил второй гол. В начале второго тайма хозяева отличились ещё раз — гол забил Коваленко. Удаление игрока «Десны» Филиппова на 58-й минуте сравняло игру, однако отыграться одесситы не смогли[46].
- 30 августа 2017 г. В девятом туре чемпионата Украины ФК «Жемчужина» проиграла в Одессе команде «Балканы». Одесситы пропустили гол с пенальти на 19-й минуте — гол забил Райчев. Однако, вскоре «Жемчужина» сравняла счет — на 22-й минуте гол забил Диденко. В начале второго тайма «Балканы» вышли вперед — гол забил Платунов. На 72-й минуте Паламар сравнял счет. Однако преимуществом владели гости — в течение 5-и минут «Балканы» забили ещё 2 гола, которые «Жемчужина» отыграть уже не смогла[47].

### Сентябрь 2017
- 3 сентября 2017 г. В десятом туре чемпионата Украины ФК «Жемчужина» в Краматорске проиграла с разгромным счетом 6:2 середняку Первой Лиги команде «Авангард». Первый тайм закончился результативной ничьей — 2:2, однако во втором тайме одесситы пропустили ещё 4 безответных гола[48].
- 9 сентября 2017 г. В одиннадцатом туре чемпионата Украины ФК «Жемчужина» сенсационно выиграла в Одессе у команды ФК «Колос» — 1:0. Быстрый и победный гол одесситы забили уже на 6-й минуте — дебютный гол в Первой Лиге забил Денис Долинский. В дальнейшем острая игра велась в обоих направлениях, однако зрители голов больше не увидели[49].
- 16 сентября 2017 г. В двенадцатом туре чемпионата Украины ФК «Жемчужина» в Одессе проиграла 0:3 текущему лидеру чемпионата, команде «Арсенал-Киев». Матч одесская команда проводила без тренера, что очевидно сказалось на ходе матча и итоговом результате. В первом тайме вратарь Стародубец пропустил гол от Батальского, во втором тайме два гола забил Эсеола[50].
- 24 сентября 2017 г. В тринадцатом туре чемпионата Украины ФК «Жемчужина» в Черкассах минимально уступила местному клубу «Черкасский Днепр» — 1:0. Обе команды находятся на дне турнирной таблицы и нуждались в дополнительных очках. Однако более сильными оказались хозяева — на 27-й минуте Тарасенко забил победный гол[51][52].
- 30 сентября 2017 г. В четырнадцатом туре чемпионата Украины ФК «Жемчужина» в Одессе сыграла в нулевую ничью с одним из аутсайдеров текущего чемпионата, клубом «Нефтяник-Укрнефть». Одесская команда начала матч активно, однако на 18-й минуте вынуждена провести замену получившего травму Михаила Шестакова на Руслана Паламаря. Паламар отличился голом забитым из положения «вне игры», больше результативных атак не было ни у одной из команд[53].

### Октябрь 2017
- 6 октября 2017 г. В пятнадцатом туре чемпионата Украины ФК «Жемчужина» в Сумах обыграла аутсайдера Первой лиги команду ПФК «Сумы» с счетом 2:3. Игра прошла в острой, атакующей форме, однако на 93-й минуте одесситы вырвали победу. Дмитрий Поспелов и Анатолий Диденко попали в символическую сборную 15 тура по версии журнала Sportarena[54][55].
- 11 октября 2017 г. В шестнадцатом туре чемпионата Украины ФК «Жемчужина» в Одессе обыграла старого соперника кременчужский «Кремень» со счетом 4:1. Преимущество одесситов было тотальным, игра велась преимущественно на половине гостей. Однако первый гол одесситы забили только под конец первого тайма — отличился Лазарович. Второй тайм хозяева провели более убедительно — игроки «Жемчужины» забили ещё три гола. «Кремень» на 85-й минуте забил гол престижа. ФК «Жемчужина» впервые в первой лиге забивает 4 гола в одном матче. Дмитрий Норенков и Вячеслав Акимов попали в символическую сборную 16 тура по версии журнала Sportarena[56][57].
- 15 октября 2017 г. В семнадцатом туре чемпионата Украины ФК «Жемчужина» в Киеве сыграла в ничью 0:0 с командой Оболонь-Бровар[58][59]. Благодаря отличной игре вратаря Дмитрия Стародубца одесситы смогли удержать безголевую ничью. Дмитрий Стародубец попал в символическую сборную 17 тура по версии журнала Sportarena[60].
- 21 октября 2017 г. В восемнадцатом туре чемпионата Украины ФК «Жемчужина» в Николаеве проиграла с крупным счетом 4:1 команде МФК Николаев. Одесситы в первом тайме пропустили один гол, а во втором полностью отдали инициативу сопернику — ещё 3 гола. Единственный гол в ворота хозяев забил защитник ФК Николаев Дмитрий Назаренко[61][62].

### Ноябрь 2017
- 4 ноября 2017 г. В двадцатом туре чемпионата Украины ФК «Жемчужина» в Харькове проиграла со счетом 3:0 команде Гелиос. Хозяева на момент матча занимали пятое место в турнирной таблице и в случае победы поднимались в тройку призёров, что им в итоге и удалось. Игра прошла при тотальном преимуществе «Гелиоса». Все три гола были забиты в первом тайме[63][64].
- 10 ноября 2017 г. В двадцать первом туре чемпионата Украины ФК «Жемчужина» в Одессе выиграла со счетом 4:3 у команды Волынь. По хет-трику оформили Диденко и Шаповал[65][66]. Нападающий «Жемчужины» Анатолий Диденко вошёл в символическую сборную 21-го тура по версии журнала SportArena[67]
- 14 ноября 2017 г. В перенесённом матче девятнадцатого тура чемпионата Украины ФК «Жемчужина» в Одессе проиграла 1:2 команде Ингулец. Матч был перенесён на 2 недели в связи с проведением на стадионе «Спартак» матча Чемпионата Европы по регби — в итоге график одесской команды в ноябре получился очень насыщенным. В первом тайме на быстрый гол Ингульца, одесситы смогли ответить к середине тайма — отличился Анатолий Диденко. Однако во втором тайме преимуществом владели гости, что в результате вылилось в забитый гол на 86-й минуте[68][69].
- 18 ноября 2017 г. В двадцатом втором туре чемпионата Украины ФК «Жемчужина» в Полтаве проиграла со счетом 3:0 команде Полтава. В первом тайме хозяева забили 2 гола и безуспешно пытались пробить пенальти — мяч отбил вратарь «Жемчужины» Стародубец. Во втором тайме игра шла более спокойно, однако гол с пенальти смогли забить хозяева более успешно[70][71].

### Март 2018
- 18 марта 2018 г. В двадцать третьем туре чемпионата Украины «Жемчужина» в Одессе встречалась с давним соперником по второй лиге — ФК «Рух» из Винников. Первый официальный матч в 2018 году выдался неудачным для одесситов — поражение 0:1 при тотальном преимуществе «Руха». Гол в ворота «Жемчужины» на 48-й минуте забил номинальный защитник гостей Иван Билый[укр.][72][73].
- 25 марта 2018 г. В двадцать четвёртом туре чемпионата Украины «Жемчужина» в Кременчуге встречалась с номинальными хозяевами — командой «Горняк-Спорт» из Горишних Плавней. Уже на второй минуте одесская команда забила первый гол — отличился Михаил Шестаков. «Жемчужина» владела преимуществом, что и вылилось в дубль оформленный Шестаковым на 39-й минуте. После перерыва хозяева отыграли один мяч — на 49-й минуте отлично сыграл Андрей Шевчук. Однако уже на 61-й минуте Шестаков заработал пенальти, а Паламар его безупречно реализовал — итоговый счет 1:3[74][75]. По итогам 24-го тура Михаил Шестаков вошёл в символическую сборную и признан героем тура журналом «Sport Arena»[76].
- 31 марта 2018 г. В двадцать пятом туре чемпионата Украины «Жемчужина» в Одессе встречалась с командой «Десна» из Чернигова. Соперник на момент матча занимал четвёртое место и вел борьбу за попадание в тройку призёров. Матч прошёл в достаточно равной борьбе. В первом тайме команды играли в центре поля, изредка обостряя ситуацию возле штрафных зон соперников. Во втором тайме команды прибавили остроты и скоростей, что и вылилось в забитый гол игроком команды «Десна» Егором Картушовым. «Жемчужина» провела несколько замен, однако сравнять счет до конца матча так и не смогла. Итоговый счет 0:1 в пользу гостей[77][78].

### Апрель 2018
- 6 апреля 2018 г. В двадцать шестом туре «Жемчужина» в пгт. Заря Одесской области встречалась с местной командой Балканы. В начале матча, уже на первой минуте хозяева открыли счет — Степанишин отлично справился с обороной и вратарем «Жемчужины». В дальнейшем, первый тайм команды провели в борьбе за центр поля, со множеством мелких фолов. После перерыва гости провели ряд замен, что привело к усилении игры в атаке — «Жемчужина» стала более агрессивно играть вблизи ворот «Балкан». Такая тактика принесла свои плоды — на 79-й минуте Чернышев сравнял счет 1:1. Эмоции в матче ещё более накалились — арбитр удалил из технической зоны наставника «Жемчужины» Дмитрия Горбатенко и администратора клуба Константина Кулика. Но несмотря на упорную борьбу зрители голов больше не увидели — итоговый счет 1:1[79][80].
- 14 апреля 2018 г. В двадцать седьмом туре «Жемчужина» в Одессе расписывает боевую ничью 2:2 с середняком Первой лиги Авангардом. Игру пропускал дисквалифицированный Руслан Паламар[81]. Матч начался довольно неприятно для одесситов — на встречных ракурсах удача улыбнулась гостям, на 24-й минуте гол забил Алексей Лобов. Однако концовка первого тайма оказалась успешной для «Жемчужины» — в течение 3-х минут Поспелов и Гавриленко забили по голу в ворота гостей. После перерыва гости смогли сравнять счет — на 69-й минуте Собко оказался быстрее всех в штрафной «Жемчужины»[82][83].
- 18 апреля 2018 г. В двадцать восьмом туре «Жемчужина» в Ковалёвке проиграла 1:0 одному из лидеров текущего чемпионата команде Колос. В тренерском штабе хозяев готовились перестановки — накануне подал в отставку главный тренер «Колоса» Руслан Костышин[84]. В составе «Жемчужины» игру пропускал дисквалифицированный Дмитрий Поспелов[85]. Первый тайм отметился вязкой игрой без голевых моментов. После перерыва «Жемчужина» провела замены, однако вперед вышел «Колос» — хозяева успешно реализовали пенальти. Несмотря на последующее удаление игрока «Колоса», гости так и не смогли изменить ход игры[86][87].
- 22 апреля 2018 г. В двадцать девятом туре «Жемчужина» в Счастливом проигрывает лидеру чемпионата команде Арсенал-Киев. В весенней части чемпионата «Канониры» подрастеряли свое преимущество, поэтому на матч вышли более мотивированными. В составе «Жемчужины» игру пропускал дисквалифицированный Максим Гавриленко[88]. Игра началась активно — уже на 3-й минуте со штрафного был забит гол в ворота «Жемчужины». Дальнейшая игра шла со значительным преимуществом хозяев. Во втором тайме команды провели ряд замен и Арсенал забил ещё один гол. В дальнейшем счет остался без изменений — 2:0 в пользу Арсенал-Киев[89][90].
- 28 апреля 2018 г. В тридцатом туре «Жемчужина» в Одессе расписывает «сухую» ничью 0:0 с аутсайдером текущего чемпионата командой Черкасский Днепр. Несмотря на желание обеих команд выйти из зоны вылета, одесские болельщики голов так и не увидели. Игра прошла в жесткой борьбе со множеством мелких фолов. Стоит отметить решение тренерского штаба «Жемчужины» оставить на скамейке запасных основных нападающих команды — Шестакова и Лазаровича[91][92]. По итогам 30-го тура Дмитрий Поспелов вошёл в символическую сборную по версии журнала «Sport Arena»[93]

### Май 2018
- 2 мая 2018 г. В тридцать первом туре «Жемчужина» в Ахтырке проиграла аутсайдеру чемпионата местной команде «Нефтяник-Укрнефть» и опустилась на последнее место в турнирной таблице. Игра прошла при незначительном преимуществе хозяев, на 54-й минуте «Нефтяник» заработал пенальти. Василий Цюцюра с первой попытки пробить вратаря «Жемчужины» не смог и лишь на добивании смог вкатить мяч в ворота одесситов. Дальнейшая игра сопровождалась попытками «Жемчужины» отыграться, однако счет остался без изменений — 1:0[94][95].
- 4 мая 2018 г. ПФЛ объявилa о получении письма от администрации клуба о снятии «Жемчужины» с чемпионата Украины в связи с прекращением деятельности клуба. Oставшимся трём соперникам «ювелиров» были засчитаны технические победы[96][97].

## Чемпионат Украины

### Матчи
Победа
 Ничья
 Поражение

#### 1-й круг
| 14 июля 2017 г. / пятница 1-й тур | Жемчужина                                | 2:1 протокол (укр.) | Николаев                  | Одесса                                                                |
| 18:00 +23°C | Шестаков 7′ · Диденко 38' · Шестаков 87′ | отчёт               | Лучик 56' · Сикорский 67′ | Стадион: Спартак Зрителей: 551 Судья: Александр Сахно (Киевская обл.) |
| Жемчужина: Ширяев - Георгиев 88'(Горбовский, 88), Диденко 57'(Лазарович, 57), Малыш 69'(Долинский, 70), Вдовиченко, Курко, Паламар 90'(Деменчук, 90+1), Шестаков 89'(Хромых, 89), Потароченко, Поспелов, Климаков. · Николаев: Дмитроченко - Алексанов, Гаврилюк 85'(Ляшевский, 85), Момот, Лучик 62'(Витенко, 62), Герасимец, Ковалёв, Сикорский, Кулишенко, Рогозинский, Цебро. |                                          |                     |                           |                                                                       |

| 22 июля 2017 г. / суббота 2-й тур | Ингулец                                                                | 1:0 протокол (укр.) | Жемчужина                                     | Петрово                                                        |
| 19:00 +25°C | Клименко 27′ · Рябушко 54' · Клименко 74' · Коцюмака 90' · Шарко 90+4' | отчёт (укр.)        | Климаков 65' · Акимов 83' · Потароченко 90+2' | Стадион: Ингулец Зрителей: 850 Судья: Виктор Арановский (Киев) |
| Ингулец: Ганев - Солдат, Павлов, Гончаренко, Коцюмака 90'(Шарко, 90), Лупашко, Клименко, Запорожец 73'(Павелько, 73), Рябушко 56'(Сичинава, 56), Элла Кен 89'(Свитличный, 89), Акименко 79'(Мишуренко, 79). · Жемчужина: Ширяев - Потароченко, Курко, Поспелов, Вдовиченко, Георгиев 68'(Горбовский, 68), Долинский, Паламар 77'(Акимов, 77), Климаков, Диденко 57'(Лазарович, 57), Шестаков |                                                                        |                     |                                               |                                                                |

| 30 июля 2017 г. / воскресенье 3-й тур | Жемчужина                                          | 0:1 протокол (укр.) | Гелиос                                      | Одесса                                                         |
| 18:00 +27°C | Диденко 16' · Хромых 33' · Курко 45+1' · Малыш 73' | отчёт               | Скоблов 37′ · Счастливцев 65' · Скоблов 66' | Стадион: Спартак Зрителей: 875 Судья: Александр Шандор (Львов) |
| Жемчужина: Ширяев - Климаков 52'(Малыш 52), Поспелов, Потароченко, Шестаков, Хромых, Долинский 58'(Паламар 58), Курко, Лазарович 77'(Акимов 77), Диденко, Георгиев 64'(Горбовский 64) · Гелиос: Сидоренко - А.А.Козлов 60'(Абеленцев 60), В.Кравченко, Шопин, Скоблов 68'(Семенина 68), Гранкин 87'(Скарлош 87), С.Кравченко 80'(Глушицкий 80), Кича, Субочев 55'(Луценко 55), Лобойко, Счастливцев |                                                    |                     |                                             |                                                                |

| 4 августа 2017 г. / пятница 4-й тур | Волынь      | 1:3 протокол (укр.) | Жемчужина                                                                          | Луцк                                                                |
| 19:00 31°C | Воробей 30′ | отчёт               | Поспелов 14′ · Хромых 64' · Паламар 70′ · Акимов 72' · Шестаков 90′ · Ширяев 90+2' | Стадион: «Авангард» Зрителей: 1250 Судья: Александр Соловьян (Киев) |
| Волынь: Недилько - Никитюк 72'(Марушка, 72), Воробей, Бескоровайный 46'(Дмитренко, 46), Тетеренко, Герасимюк, Неделюк 63'(Тимошенко, 63), Ляшенко, Шаповал, Романюк, Новиков 33'(Могиль, 33 63'; Степанов, 63) · Жемчужина: Ширяев - Потароченко, Курко, Поспелов, Хромых 67'(Акимов, 67 88'; Д.Деменчук, 88), Долинский, Малыш 76'(Климаков, 76), Шестаков, Паламар, Георгиев, Лазарович 61'(Вдовиченко, 61) |             |                     |                                                                                    |                                                                     |

| 9 августа 2017 г. / среда 5-й тур | Жемчужина                                                           | 0:1 протокол (укр.) | Полтава                     | Одесса                                                           |
| 18:00 | Паламар 37' · Долинский 45' · Вдовиченко 49' · Малыш 58' · Ткач 89' | отчёт               | Дегтярев 7′ · Крапивный 45' | Стадион: Спартак Зрителей: 600 Судья: Дмитрий Панчишин (Харьков) |
| Жемчужина: Ширяев - Потароченко, Курко, Поспелов, Вдовиченко 65'(Хромых, 65), Долинский 54'(Климаков, 54), Малыш, Паламар 65'(Ткач, 65), Георгиев, Лазарович 46'(Акимов, 46), Шестаков · Полтава: Кучинский - Иванов, Ковтун, Кушниренко 67'(Голиков, 67), Парамонов, Савин, Покотелюк, Крапивный 75'(Сокуренко, 75), Трояновский 79'(Олейник, 79), Насибулин 56'(Савченко, 56), Дегтярёв 78'(Ковпак, 78) |                                                                     |                     |                             |                                                                  |

| 13 августа 2017 г. / воскресенье 6-й тур | Рух | 2:2 протокол (укр.) | Жемчужина                                                               | Винники                                                                         |
| 18:00 | Лозовой 32' · Мазяр (главный тренер "Руха") 40' · Баранец 45′ · Буй 49' · Копына 55' · Бохашвили 86′ · Дуць 90+2' · Дяченко 90+3' | отчёт               | Шестаков 27' · Вдовиченко 33′ · Ткач 68' · Поспелов 72' · Паламар 90+3′ | Стадион: им.Богдана Маркевича Зрителей: 2100 Судья: Виталий Маляр (Хмельницкий) |
| Рух: Дяченко - Хомченко 64'(Кинаш 64), Иван Билый, Буй 78'(Маркович 78), Копына 58'(Чепелюк 58), Г.Баранец 53'(Бохашвили 53), Заставный, Лозовой, Б.Баранец, В.Билый, Дуць · Жемчужина: Ширяев - Климаков, Поспелов, Шестаков, Хромых 46'(Кулишенко 46), Паламар, Долинский, Вдовиченко, Малыш 70'(Акимов 70), Георгиев, Ткач | |                     |                                                                         |                                                                                 |

| 19 августа 2017 г. / суббота 7-й тур | Жемчужина                   | 1:2 протокол (укр.) | Горняк-Спорт                             | Одесса                                                          |
| 17:00 | Шестаков 10′ · Поспелов 48' | отчёт               | Черный 47' · Батюшин 51′ · Панасенко 75′ | Стадион: Спартак Зрителей: 600 Судья: Александр Калёнов (Львов) |
| Жемчужина: Ширяев - Климаков, Поспелов, Шестаков, Паламар 90'(Диденко, 90), Долинский, Кулишенко 51'(Лазарович, 51), Вдовиченко, Малыш 46'(Акимов, 46), Георгиев, Ткач · Горняк-Спорт: Мирный - Носарев, Луценко 70'(Коваленко), Фаюк 77'(Кравчук), Шевчук 27'(Черный), Павлик, Пинчук, Панасенко, Батюшин 67'(Сидоренко 87), Курелех, Цапий. |                             |                     |                                          |                                                                 |

| 26 августа 2017 г. / суббота 8-й тур | Десна                                                     | 3:1 протокол (укр.) | Жемчужина                                  | Чернигов                                                               |
| 18:00 23°C | Чепурненко 3′ · Чепурненко 33′ · Коваленко 49′ · Филиппов | отчёт               | Поспелов 12′ · Поспелов 58' · Климаков 65' | Стадион: им. Гагарина Зрителей: 2618 Судья: Алексей Деревинский (Киев) |
| Десна: Махновский - Фаворов, Мельник, Братков, Мостовой 79'(Жук, 79), Коберидзе, Арвеладзе 68'(Черноморец, 68), Чепурненко 82'(Щедраков, 82), Картушов 86'(Галенков, 86), Коваленко 73'(Безородько, 73), Филиппов · Жемчужина: Ширяев 15'(Стародубец, 15) - Вдовиченко 70'(Урсуленко, 70), Климаков, Поспелов, Хромых 60'(Д.Деменчук, 60), Малыш 46'(Паламар, 46), Акимов, Георгиев 46'(Лазарович, 46), Шестаков, Кулишенко, Диденко |                                                           |                     |                                            |                                                                        |

| 30 августа 2017 г. / среда 9-й тур | Жемчужина                                                           | 2:4 протокол (укр.) | Балканы                                                                          | Одесса                                                           |
| 17:00 18°C | Диденко 22′ · Диденко 52' · Паламар 74′ · Малыш 82' · Шестаков 90+' | отчёт               | Райчев 19′ · Платунов 51′ · Пенов 66' · Пенов 77′ · Кабанюк 82′ · Гончаренко 86' | Стадион: Спартак Зрителей: 1500 Судья: Вадим Запрутняк (Ужгород) |
| Жемчужина: Стародубец - Поспелов, Климаков, Деменчук 64'(Кулишенко, 64), Долинский 82'(Георгиев, 82), Акимов, Диденко, Вдовиченко, М.Шестаков, Паламар 87'(Малыш, 87), Лазарович · Балканы: Паламарчук - Любчак, Юречко, Стасюк, А.Опря, Гаврилюк 90'(Д.Пархоменко, 90), О.Цымбаларь 46'(Пенов, 46), Ильницкий, С.Паламарчук 62'(Кабанюк, 62), А.Райчев 83'(Гончаренко, 83), Платунов 80'(Шаповаленко, 80) |                                                                     |                     |                                                                                  |                                                                  |

| 3 сентября 2017 г. / воскресенье 10-й тур | Авангард                                                                                        | 6:2 протокол (укр.) | Жемчужина                                                 | Краматорск                                                              |
| 17:00 25°C | Демченко 21′ · Шершень 24′ · Даудов 51′ · Полюлях 64' · Демченко 70′ · Шаврин 90′ · Лобов 90+4′ | отчёт               | Диденко 29′ · Лазарович 37′ · Поспелов 43' · Климаков 54' | Стадион: "Авангард" Зрителей: 1327 Судья: Александр Афанасьев (Харьков) |
| Жемчужина: Ширяев - Поспелов 79'(Акимов, 79), Потароченко, Малыш Станислав-Нури, Курко, Климаков 63'(Долинский 63), Диденко, Паламар 63'(Кулишенко, 63), Шестаков, Урсуленко 83'(Вдовиченко, 83), Лазарович |                                                                                                 |                     |                                                           |                                                                         |

| 9 сентября 2017 г. / суббота 11-й тур | Жемчужина                                                     | 1:0 протокол (укр.) | Колос          | Одесса                                                            |
| 17:00 25°C | Долинский 7′ · Вдовиченко 20' · Шестаков 38' · Кулишенко 45+' | отчёт               | Бондаренко 39' | Стадион: Спартак Зрителей: 850 Судья: Дмитрий Кривушкин (Харьков) |
| Жемчужина: Стародубец - Вдовиченко, Поспелов, Петько, Норенков, Долинский 75'(Лазарович, 75), Мурашов 85'(Акимов, 85), Паламар 66'(Климаков, 66), Кулишенко 82'(Деменчук, 82), Диденко, Шестаков · Колос: Яшков - Сахневич, Максименко, Зозуля, Семенко, Поздеев 51'(Соломка, 51), Милько, Коропецкий 58'(Музычук, 58), Гавриш 46'(Рябов, 46), Нехтий, Бондаренко 66'(Яровенко, 66) |                                                               |                     |                |                                                                   |

| 16 сентября 2017 г. / суббота 12-й тур | Жемчужина                                 | 0:3 протокол (укр.) | Арсенал-Киев                                                                      | Одесса                                                                |
| 17:00 25°C | Поспелов 75' · Лазарович 82' · Петько 86' | отчёт               | Батальский 20′ · Эсеола 48′ · Эсеола 52′ · Семенюк 57' · Эсеола 86' · Насими 90+' | Стадион: Спартак Зрителей: 600 Судья: Александр Омельченко (Славянск) |
| Жемчужина: Стародубец - Вдовиченко 55'(Климаков, 55), Поспелов, Петько, Норенков, Долинский, Мурашов, Акимов 58'(Лазарович, 58), Паламар, Кулишенко 68'(Деменчук, 68), Шестаков · Арсенал-Киев: Ситало - Майданевич, Зозуля, Деркач, Боровец, Семенюк, Матвеев 46'(Эсеола, 46), Черненко 46'(Насими, 46), Кизилатеш 46'(Пилипенко, 46), Васильев 68'(Ибадов, 68), Батальский 77'(Федосов, 77) |                                           |                     |                                                                                   |                                                                       |

| 24 сентября 2017 г. / воскресенье 13-й тур | Черкасский Днепр                                                      | 1:0 протокол (укр.) | Жемчужина                                               | Черкассы                                           |
| 15:00 | Тарасенко 16' · Тарасенко 27′ · Бойко 31' · Проневич 53' · Будюк 90+' | отчёт               | Мурашов 19' · Долинский 38' · Петько 63' · Норенков 88' | Стадион: Центральный Судья: Александр Сахно (Киев) |
| Жемчужина: Стародубец - Вдовиченко 57'(Деменчук, 57), Петько, Норенков, Долинский, Мурашов, Паламар 60'(Диденко, 60), Кулишенко 75'(Акимов, 75), Шестаков, Лазарович, Климаков |                                                                       |                     |                                                         |                                                    |

| 30 сентября 2017 г. / суббота 14-й тур | Жемчужина                                  | 0:0 протокол (укр.) | Нефтяник-Укрнефть             | Одесса                                                          |
| 17:00 17°C | Долинский 29' · Паламар 45' · Поспелов 60' | отчёт               | Кателин 25' · Поднебенный 82' | Стадион: Спартак Зрителей: 300 Судья: Вадим Запрутняк (Ужгород) |
| Жемчужина: Стародубец - Петько, Поспелов , Курко, Д. Деменчук, Норенков, Долинский 73'(Климаков, 73), Шестаков 18'(Паламар, 18), Мурашов 84'(Вдовиченко, 84), Лазарович 77'(Акимов, 77), Диденко. · Нефтяник-Укрнефть: Данкович 46'(Солдатенко, 46) - Швец, Лапин, Корж, Власюк, Передистый, Поднебенный , Кателин, Васильченко 63'(Суханов, 63), Цюцюра 90+'(Антюх, 90+), Яременко 87'(Сачко, 87). |                                            |                     |                               |                                                                 |

| 6 октября 2017 г. / пятница 15-й тур | Сумы                                                        | 2:3 протокол (укр.) | Жемчужина | Сумы                                                                  |
| 16:00 10°C | Грищенко 17′ · Лебеденко 55′ · Грищенко 78' · Давидов 90+1' | отчёт               | Петько 10' · Стародубец 17' · Диденко 39′ · Норенков 45′ · Поспелов 60' · Диденко 78' · Паламар 82' · Поспелов 90+3′ | Стадион: "Юбилейный" Зрителей: 223 Судья: Дмитрий Кривушкин (Харьков) |
| Сумы: Литвиненко - Кошелюк, Циколия, Дурай 68'(Лебедь, 68), Давидов, Грищенко, Муховиков 83'(Єсип, 83), Бушман 82'(Иванов, 82), Богачев, Лебеденко, Махарадзе · Жемчужина: Стародубец - Деменчук, Поспелов, Норенков, Паламар 85'(Климаков, 85), Долинский, Курко, Вдовиченко 65'(Кулишенко, 65), Лазарович, Диденко 83'(Акимов, 83), Петько |                                                             |                     | |                                                                       |

| 11 октября 2017 г. / среда 16-й тур | Жемчужина                                                | 4:1 протокол (укр.) | Кремень      | Одесса                                                              |
| 16:00 18°C | Лазарович 42′ · Норенков 58′ · Акимов 63′ · Шестаков 88′ | отчёт               | Тимченко 85′ | Стадион: Спартак Зрителей: 250 Судья: Александр Афанасьев (Харьков) |
| Жемчужина: Стародубец - Петько, Курко, Поспелов, Вдовиченко 65'(Кулишенко, 65), Деменчук, Долинский 70'(Мурашов, 70), Паламар 61'(Климаков, 61), Норенков, Акимов, Лазарович 78'(Шестаков, 78) · Кремень: Олейник - Энтин, Вовкодав 80'(Саркисян, 80), Ходуля, Ченбай, Богданов, Боровский 46'(Тимченко, 46), Горват, Степанчук 69'(Янаков, 69), Тертышный 46'(Квачев, 46), Авраменко |                                                          |                     |              |                                                                     |

| 15 октября 2017 г. / воскресенье 17-й тур | Оболонь-Бровар             | 0:0 протокол (укр.) | Жемчужина   | Киев                                                                     |
| 16:00 10°C | Сартина 45' · Турчанов 90' | отчёт               | Диденко 60' | Стадион: Оболонь-Арена Зрителей: 1300 Судья: Владимир Миланич (Николаев) |
| Оболонь-Бровар: Федоривский - Пинчук, Терехов, Коваленко 46' (Козак, 46), Сартина, Безуглый, Турчанов, Еременко 46'(Сахнюк, 46), Слободян 83'(Ульянченко, 83), Бовтрук 78'(Рябцев, 78), Королянчук 35'(Гуськов, 35) · Жемчужина: Стародубец - Петько, Курко, Поспелов, Деменчук, Долинский 46'(Мурашов, 46), Акимов, Вдовиченко 69'(Кулишенко, 69), Паламар 40'(Диденко, 40), Норенков, Лазарович 85'(Климаков, 85) |                            |                     |             |                                                                          |

#### 2-й круг
| 21 октября 2017 г. / суббота 18-й тур | Николаев                                                                                           | 4:1 протокол (укр.) | Жемчужина                                                              | Николаев                                                   |
| 18:00 15°C | Ковалёв 10′ · Ковалёв 43' · Берко 52′ · Ковалёв 58′ · Попов 69′ · Попов 80' · Назаренко 90′ (авт.) | отчёт               | Поспелов 41' · Кулишенко 43' · Вдовиченко 75' · Курко 88' · Петько 90' | Стадион: ЦГС Зрителей: 200 Судья: Александр Шандор (Львов) |
| Николаев: Важинский - Гаврилюк, Цебро, Чучман, Жичиков, Момот 70'(Назаренко, 70) Герасимец 46'(Рогозинский, 46), Ковалёв 64'(Яворский, 64), Заричнюк 46'(Попов, 46), Берко, Сикорский 84'(Шарабура, 84) · Жемчужина: Стародубец - Петько, Поспелов, Деменчук, Курко, Кулишенко 66'(Вдовиченко, 66), Мурашов, Норенков, Диденко, Паламар 53'(Акимов, 53), Лазарович 72'(Климаков, 72) | |                     |                                                                        |                                                            |

| 14 ноября 2017 г. / вторник 19-й тур | Жемчужина                                 | 1:2 протокол (укр.) | Ингулец                                                  | Одесса                                                         |
| 14:00 12°C | Диденко 27′ · Петько 45' · Вдовиченко 57' | отчёт               | Гончаренко 7′ · Клименко 77' · Павлов 79' · Сичинава 86′ | Стадион: Спартак Зрителей: 500 Судья: Дмитрий Денисюк (Фастов) |
| Жемчужина: Стародубец - Вдовиченко, Петько, Поспелов, Норенков, Курко, Мурашов 83' (Терзи, 83), Климаков 75' (Акимов, 75), Шестаков, Лазарович 85' (Кулишенко, 85), Диденко · Ингулец: Ганев - Балан, Кучеренко, Гончаренко, Павлов, Солдат 85' (Синегуб, 85), Новотрясов 55' (Мишуренко, 55), Лупашко, Запорожец 70' (Павелько, 70), Клименко 82' (Элла Кен, 82), Акименко 70' (Сичинава, 70) |                                           |                     |                                                          |                                                                |

| 4 ноября 2017 г. / суббота 20-й тур | Гелиос                                         | 3:0 протокол (укр.) | Жемчужина | Харьков                                                              |
| 18:00 10°C | Гранкин 18′ · А.А.Козлов 23′ · С.Кравченко 45′ | отчёт               |           | Стадион: "Гелиос-Арена" Зрителей: 500 Судья: Александр Павлюк (Киев) |
| Гелиос: Сидоренко - Козлов, Кравченко, Глушицкий 90+1' (Козлов 90+1), Шопин, Скоблов 70' (Семенина 70), Гранкин 62' (Абеленцев 62), Кравченко 75' (Зеленевич 75), Субочев 66' (Кошман 66), Томенко, Счастливцев · Жемчужина: Стародубец - Вдовиченко, Курко, Поспелов, Норенков, Акимов, Паламар 67' (Терзи 67), Климаков, Диденко, Мурашов 46' (Лазарович 46), Шестаков |                                                |                     |           |                                                                      |

| 10 ноября 2017 г. / пятница 21-й тур | Жемчужина                                                | 4:3 протокол (укр.) | Волынь                                                                     | Одесса                                                           |
| 14:00 12°C | Петько 10′ · Диденко 29′ · Мурашов 32' · Диденко 36′ 55′ | отчёт               | Шаповал 28′ 60′ · Тетеренко 61' · Шаповал 63′ · Шаповал 69' · О.Марчук 61' | Стадион: Спартак Зрителей: 300 Судья: Дмитрий Панчишин (Харьков) |
| Жемчужина: Стародубец - Вдовиченко, Курко, Петько, Д.Деменчук 46' (Долинский, 46), Мурашов 85' (Терзи, 85), Норенков, Климаков, Лазарович 59' (Паламар, 59), Диденко 72' (Акимов, 72), Шестаков 46' (Кулишенко, 46) · Волынь: А.Марчук 34' (Хвалицкий, 34) - Тетеренко, Марушка, Никитюк, Бескоровайный 46' (Неделюк, 46 85'; Степанов, 85), Тимошенко 46' (Гладун, 46), Медведь, Ляшенко 63' (Тракало, 63), Дмитренко, О.Марчук, Шаповал |                                                          |                     |                                                                            |                                                                  |

| 18 ноября 2017 г. / суббота 22-й тур | ФК Полтава                                                        | 3:0 протокол (укр.) | Жемчужина                                     | Полтава                                                                   |
| 13:00 5°C | Насибулин 35′ · Парамонов 45′ · Трояновский 71′ · Насибулин 90+1' | отчёт               | Кулишенко 57' · Норенков 87' · Деменчук 90+1' | Стадион: УТБ ФК «Полтава» Зрителей: 100 Судья: Алексей Деревинский (Киев) |
| ФК Полтава: Крынский - Голиков 75' (Кушниренко, 75), Бородай, Парамонов, Иванов, Крапивный, Недоля 79' (Савченко, 79), Савин 67' (Баранник, 67), Насибулин, Трояновский 79' (Олейник, 79), Дегтярев 69' (Ковпак, 69). · Жемчужина: Стародубец - Петько, Поспелов, Курко, Норенков, Мурашов 69' (Деменчук, 69), Акимов, Шестаков, Кулишенко 67' (Паламар, 67), Лазарович 67' (Терзи, 67), Диденко. |                                                                   |                     |                                               |                                                                           |

| 18 марта 2018 г. / воскресенье 23-й тур | Жемчужина                                                               | 0:1 протокол (укр.) | Рух                                                    | Одесса                                                            |
| 15:00 -3°C | Стасюк 21' · Попов 24' · Гуменюк 84' · Гавриленко 90+1' · Щетинин 90+3' | отчёт               | Б.Баранец 23' · И.Билый 49′ · Козак 50' · Грисьо 90+2' | Стадион: Спартак Зрителей: 100 Судья: Дмитрий Кривушкин (Харьков) |
| Жемчужина: Важинский - Климаков 60' (Серденюк 60), Поспелов, Шестаков, Норенков, Паламар 46' (Терзи 46), Щетинин, Стасюк, Попов 57' (Чернышев 57), Гавриленко 90+1' (Спас 90+1), Гуменюк · Рух: Ильющенков - Хомченко 74' (Зубарь 74), И.Билый, Козак 62' (Лозовой 62), Грисьо, Копына, Г.Баранец 88' (Макар 88), Заставный, Пыско, Б.Баранец, Дуць |                                                                         |                     |                                                        |                                                                   |

| 25 марта 2018 г. / воскресенье 24-й тур | Горняк-Спорт                           | 1:3 протокол (укр.) | Жемчужина                                                                      | Кременчуг                                                                                     |
| 13:00 | Шевчук 46′ · Ефремов 61' · Аксенов 85' | отчёт               | Шестаков 2′ · Щетинин 10' · Терзи 25' · Шестаков 39′ · Паламар 61′ · Попов 73' | Стадион: Кремень-Арена имени Олега Бабаева Зрителей: 500 Судья: Александр Афанасьев (Харьков) |
| Горняк-Спорт: Каминский - Пинчук, Аксенов, Носарев 6' (Ефремов, 6), Цапий, Батюшин, Скарлош 46' (Панасенко, 46), Боровский 46' (Фаюк, 46), Бафталовский 62' (Павлик, 62), Черний 88' (Сидоренко, 88), Шевчук · Жемчужина: Важинский - Щетинин, Серденюк, Поспелов, Норенков, Терзи 86' (Долинский, 86), Гавриленко 81' (Селезнев, 81), Чернышов 89' (Спас, 89), Попов, Паламар 77'(Климаков, 77), Шестаков |                                        |                     |                                                                                |                                                                                               |

| 31 марта 2018 г. / воскресенье 25-й тур | Жемчужина                      | 0:1 протокол (укр.) | Десна        | Одесса                                                    |
| 15:00 | Гавриленко 27' · Гуменюк 90+2' | отчёт               | Картушов 73′ | Стадион: Спартак Зрителей: 500 Судья: Юрий Грисьо (Львов) |
| Жемчужина: Важинский - Шестаков, Поспелов, Чернышов 80' (Климаков 80), Норенков, Паламар 56' (Гуменюк 56), Щетинин, Попов, Терзи, Серденюк, Гавриленко 80' (Стасюк 80) · Десна: Махновский - Фаворов, Волков 38' (Чумак 38), Слинкин, А.Фаворов 90+4' (Мельник 90+4), Гадрани, Картушов, Филиппов, Арвеладзе 78' (Мостовой 78), Огиря, Ермаков |                                |                     |              |                                                           |

| 6 апреля 2018 г. / пятница 26-й тур | Балканы                                                        | 1:1 протокол (укр.) | Жемчужина | Заря                                                                                |
| 15:00 | Степанишин 1′ · Паламарчук 28' · Степанишин 44' · Гаврилюк 68' | отчёт               | Щетинин 55' · Паламар 57' · Чернышов 79′ · Дмитрий Горбатенко (главный тренер "Жемчужины") 81' · Константин Кулик (администратор клуба) 81' | Стадион: Стадион имени Бориса Тропанца Зрителей: 1400 Судья: Владислав Дорош (Киев) |
| Балканы: Паламарчук, Любчак, Опря, Н.Златов, Саламаха, Гаврилюк, Кузнецов 72' (Якубов 72), Степанишин 61' (В.Златов 61), Платунов, Георгиев 46' (Ильницкий 46), Кабанюк · Жемчужина: Важинский – Гуменюк, Серденюк 77' (Климаков, 77), Поспелов, Стасюк, Норенков 60' (Чернышов, 60), Терзи 46' (Щетинин, 46), Гавриленко 46' (Долинский,46), Попов, Паламар, Шестаков |                                                                |                     | |                                                                                     |

| 14 апреля 2018 г. / суббота 27-й тур | Жемчужина                                                       | 2:2 протокол (укр.) | Авангард                                                    | Одесса                                                           |
| 15:00 | Поспелов 44′ · Гавриленко 45+1′ · Серденюк 84' · Поспелов 90+1' | отчёт               | Демченко 22' · Лобов 24′ · Собко 38' · Удод 61' · Собко 69′ | Стадион: Спартак Зрителей: 300 Судья: Денис Резников (Каменское) |
| Жемчужина: Важинский - Поспелов, Шестаков, Чернышов 81' (Климаков 81), Щетинин, Долинский 78' (Терзи 78), Стасюк, Попов, Серденюк, Гавриленко 77' (Норенков 77), Гуменюк · Авангард: Солдатенко, Клименчук 59' (Удод 59), Кириенко 67' (С.Шарай 67), Лобов, Емец, В.Шарай, Демченко 59' (Нечипоренко 59), Собко, Моисеенко, Мирошник, Шершень |                                                                 |                     |                                                             |                                                                  |

| 18 апреля 2018 г. / среда 28-й тур | Колос                                                                        | 1:0 протокол (укр.) | Жемчужина                  | Ковалёвка                                                |
| 17:00 | Соломка 7' · Сахневич 58' · Нехтий 60' · Поздеев 62′ · Милько 63' · Сахневич | отчёт               | Гавриленко 64' · Терзи 84' | Стадион: "Колос" Зрителей: 200 Судья: Иван Салаш (Калуш) |
| Колос: Яшков, Лысенко 80' (Бондаренко 80), Ильин 85' (Морозко 85), Нехтий, Зозуля, Масалов, Милько 69' (Рябов 69), Гавриш 29' (Максименко 29), Соломка 55' (Коропецкий 55), Поздеев, Сахневич · Жемчужина: Кравченко, Шестаков, Чернышов 46' (Норенков 46), Паламар, Щетинин 46' (Терзи 46), Долинский 76' (Климаков 76), Стасюк, Попов 82' (Спас 82), Серденюк, Гавриленко 74' (Селезнев 74), Гуменюк |                                                                              |                     |                            |                                                          |

| 22 апреля 2018 г. / воскресенье 29-й тур | Арсенал-Киев                              | 2:0 протокол (укр.) | Жемчужина | Счастливое                                                              |
| 16:00 | Кизилатеш 3′ · Ермаченко 62′ · Семчук 74' | отчёт               |           | Стадион: Княжа-Арена Зрителей: 500 Судья: Афанасьев Александр (Харьков) |
| Арсенал-Киев: Ситало, Ермаченко, Родич 65' (Семчук 65), Трубочкин 71' (Осман 71), Деркач, Кучеров, Кизилатеш 21' (Матвеев 21), Домбровский 46' (Бушман 46), Семенюк 46' (Боровец 46), Зозуля, Майданевич · Жемчужина: Кравченко 46' (Важинский 46), Поспелов, Чернышов, Норенков, Паламар 67' (Селезнев 67), Щетинин, Долинский, Стасюк, Попов 55' (Климаков 55), Серденюк, Гуменюк 55' (Терзи 55) |                                           |                     |           |                                                                         |

| 28 апреля 2018 г. / суббота 30-й тур | Жемчужина                                   | 0:0 протокол (укр.) | Черкасский Днепр | Одесса                                                          |
| 17:00 | Норенков 68' · Поспелов 78' · Щетинин 90+1' | отчёт               | Евдокимов 66'    | Стадион: Спартак Зрителей: 200 Судья: Александр Каленов (Львов) |
| Жемчужина: Важинский, Климаков, Поспелов, Чернышов, Норенков, Паламар 77' (Щетинин 77), Стасюк, Попов, Терзи, Серденюк, Гавриленко 74' (Долинский 74) · Черкасский Днепр: Будюк, Зеленевич 61' (Проневич 61), Кошелюк, Резесидзе, Сторчоус 65' (Кошадзе 65), Тарасенко, Евдокимов, Захаревич, Локтионов 90' (Качур 90), Тимофеенко 76' (Черный 76), Бурлин |                                             |                     |                  |                                                                 |

| 2 мая 2018 г. / среда 31-й тур | Нефтяник-Укрнефть                      | 1:0 протокол (укр.) | Жемчужина    | Ахтырка                                                                    |
| 18:00 | Цюцюра 54′ · Яременко 66' · Скакун 87' | [ отчёт]            | Серденюк 54' | Стадион: Нефтяник Зрителей: 800 Судья: Анастасия Романюк (Ивано-Франковск) |
| Нефтяник-Укрнефть: Клищук, Антюх, Корж, Ляшенко 63' (Лапин 63), Логинов, Кателин, Баранник, Цюцюра, Скакун, Мироненко, Васильев · Жемчужина: Важинский, Климаков 60' (Шестаков 60), Поспелов, Чернышов, Норенков, Паламар, Стасюк, Попов, Терзи, Серденюк, Гавриленко |                                        |                     |              |                                                                            |

### Итоги выступлений команды в турнире

#### Общая статистика
| Итого | Итого | Итого | Итого | Итого | Итого | Итого | Итого | Дома | Дома | Дома | Дома | Дома | Дома | На выезде | На выезде | На выезде | На выезде | На выезде | На выезде |
| И     | О     | В     | Н     | П     | МЗ    | МП    | РМ    | В    | Н    | П    | МЗ   | МП   | РМ   | В         | Н         | П         | МЗ        | МП        | РМ        |
| ----- | ----- | ----- | ----- | ----- | ----- | ----- | ----- | ---- | ---- | ---- | ---- | ---- | ---- | --------- | --------- | --------- | --------- | --------- | --------- |
| 31    | 27    | 7     | 6     | 18    | 33    | 54    | −21   | 4    | 3    | 8    | 17   | 22   | −5   | 3         | 3         | 10        | 16        | 32        | −16       |

#### График движения по турам
| 4 |

| 11 |

| 12 |

| 9 |

| 10 |

| 11 |

| 12 |

| 12 |

| 15 |

| 17 |

| 14 |

| 15 |

| 16 |

| 15 |

| 14 |

| 12 |

| 12 |

| 13 |

| 13 |

| 14 |

| 13 |

| 13 |

| 14 |

| 13 |

| 15 |

| 14 |

| 15 |

| 15 |

| 16 |

| 16 |

| 18 |

| ПЛУ | Место в таблице |

| ПЛУ | Место в таблице |

#### Результаты по турам[98]
| Тур   | 01 | 02 | 03 | 04 | 05 | 06 | 07 | 08 | 09 | 10 | 11 | 12 | 13 | 14 | 15 | 16 | 17 | 18 | 19 | 20 | 21 | 22 | 23 | 24 | 25 | 26 | 27 | 28 | 29 | 30 | 31 | 32 | 33 | 34 |
| ----- | -- | -- | -- | -- | -- | -- | -- | -- | -- | -- | -- | -- | -- | -- | -- | -- | -- | -- | -- | -- | -- | -- | -- | -- | -- | -- | -- | -- | -- | -- | -- | -- | -- | -- |
| Поле  | Д  | В  | Д  | В  | Д  | В  | Д  | В  | Д  | В  | Д  | Д  | В  | Д  | В  | Д  | В  | В  | Д  | В  | Д  | В  | Д  | В  | Д  | В  | Д  | В  | В  | Д  | В  | Д  | В  | Д  |
| Итог  | В  | П  | П  | В  | П  | Н  | П  | П  | П  | П  | В  | П  | П  | Н  | В  | В  | Н  | П  | П  | П  | В  | П  | П  | В  | П  | Н  | Н  | П  | П  | Н  | П  |    |    |    |
| Место | 4  | 11 | 12 | 9  | 10 | 11 | 12 | 12 | 15 | 17 | 14 | 15 | 16 | 15 | 14 | 12 | 12 | 13 | 13 | 14 | 13 | 13 | 14 | 13 | 15 | 14 | 15 | 15 | 16 | 16 | 18 |    |    |    |

Последнее обновление: 2 мая 2018 года.
Источник: Матчи

Поле: Д = дома; В = на выезде. Итог: Н = ничья; П = команда проиграла; В = команда выиграла; О = матч отложен.

### Игроки команды в первом круге[99]
| Игрок                | Матчи / Туры | Матчи / Туры | Матчи / Туры | Матчи / Туры | Матчи / Туры | Матчи / Туры | Матчи / Туры | Матчи / Туры | Матчи / Туры | Матчи / Туры | Матчи / Туры | Матчи / Туры | Матчи / Туры | Матчи / Туры | Матчи / Туры | Матчи / Туры | Матчи / Туры | Итого | Итого | Карточки     | Карточки |
| Игрок                | 1            | 2            | 3            | 4            | 5            | 6            | 7            | 8            | 9            | 10           | 11           | 12           | 13           | 14           | 15           | 16           | 17           | матчи | голы  | Предупреждён | Red card |
| -------------------- | ------------ | ------------ | ------------ | ------------ | ------------ | ------------ | ------------ | ------------ | ------------ | ------------ | ------------ | ------------ | ------------ | ------------ | ------------ | ------------ | ------------ | ----- | ----- | ------------ | -------- |
| Евгений Ширяев       | 90           | 90           | 90           | 90           | 90           | 90           | 90           | 15           | •            | 90           |              |              |              |              |              |              |              | 9     | -15   | 1            | 0        |
| Василий Курко        | 90           | 90           | 90           | 90           | 90           |              |              |              |              | 90           |              |              |              | 90           | 90           | 90           | 90           | 10    | 0     | 1            | 0        |
| Михаил Шестаков      | 90           | 90           | 90           | 90           | 90           | 90           | 90           | 90           | 90           | 90           | 90           | 90           | 90           | 18           |              | 12           |              | 14+1  | 5     | 2            | 0        |
| Евгений Потароченко  | 90           | 90           | 90           | 90           | 90           |              |              |              |              | 90           |              |              |              |              |              |              |              | 6     | 0     | 1            | 0        |
| Дмитрий Поспелов     | 90           | 90           | 90           | 90           | 90           | 90           |              | 90           | 90           | 79           | 90           | 90           |              | 90           | 90           | 90           | 90           | 15    | 1     | 4            | 0        |
| Максим Вдовиченко    | 90           | 90           | •            | 30           | 65           | 90           | 90           | 70           | 90           | 7            | 90           | 55           | 58           | 6            | 65           | 65           | 69           | 13+3  | 1     | 2            | 0        |
| Виктор Георгиев      | 88           | 66           | 62           | 90           | 90           | 90           | 90           | 46           | 7            |              |              |              |              |              |              |              |              | 8+1   | 0     | 0            | 0        |
| Станислав-Нури Малыш | 70           | •            | 36           | 76           | 90           | 70           | 46           | 46           | 3            | 90           |              |              |              |              |              |              |              | 7+2   | 0     | 3            | 0        |
| Руслан Паламар       | 90           | 76           | 32           | 90           | 65           | 90           | 90           | 44           | 87           | 63           | 66           | 90           | 60           | 72           | 85           | 61           | 40           | 14+3  | 2     | 2            | 0        |
| Дмитрий Климаков     | 90           | 90           | 54           | 14           | 26           | 90           | 90           | 90           | 90           | 63           | 24           | 35           | 90           | 17           | 5            | 39           | 5            | 9+8   | 0     | 3            | 0        |
| Анатолий Диденко     | 57           | 56           | 90           |              |              |              | 1            | 90           | 90           | 90           | 90           | •            | 30           | 90           | 83           |              | 50           | 9+3   | 0     | 3            | 0        |
| Андрей Горбовский    | 2            | 24           | 28           |              |              |              |              |              |              |              |              |              |              |              |              |              |              | 0+3   | 0     | 0            | 0        |
| Денис Долинский      | 20           | 90           | 58           | 90           | 54           | 90           | 90           |              | 83           | 27           | 75           | 90           | 90           | 73           | 90           | 70           | 46           | 14+2  | 1     | 3            | 0        |
| Дмитрий Деменчук     | 1            | •            | •            | 2            | •            | •            | •            | 30           | 64           |              | 8            | 22           | 33           | 90           | 90           | 90           | 90           | 5+6   | 0     | 0            | 0        |
| Тарас Лазарович      | 33           | 34           | 76           | 60           | 46           |              | 39           | 44           | 90           | 90           | 15           | 32           | 90           | 77           | 90           | 78           | 85           | 10+6  | 1     | 1            | 0        |
| Антон Хромых         | 2            | •            | 90           | 67           | 25           | 46           | •            | 60           |              |              |              |              |              |              |              |              |              | 5+1   | 0     | 2            | 0        |
| Сергей Долганский    | •            | •            |              |              |              |              |              |              |              |              |              |              |              |              |              |              |              | 0     | 0     | 0            | 0        |
| Вячеслав Акимов      |              | 14           | 14           | 21           | 44           | 20           | 34           | 90           | 90           | 11           | 5            | 58           | 15           | 13           | 7            | 90           | 90           | 5+11  | 0     | 2            | 0        |
| Дмитрий Стародубец   |              |              | •            | •            | •            | •            | •            | 75           | 90           | •            | 90           | 90           | 90           | 90           | 90           | 90           | 90           | 8+1   | 0     | 0            | 0        |
| Александр Ткач       |              |              |              |              | 25           | 90           | 90           |              |              |              |              |              |              |              |              |              |              | 2+1   | 0     | 2            | 0        |
| Артём Кулишенко      |              |              |              |              |              | 44           | 51           | 90           | 26           | 27           | 82           | 68           | 75           | •            | 25           | 25           | 21           | 5+6   | 0     | 2            | 0        |
| Сергей Урсуленко     |              |              |              |              |              |              |              | 20           | •            | 83           |              |              |              |              |              |              |              | 1+1   | 0     | 0            | 0        |
| Сергей Петько        |              |              |              |              |              |              |              |              |              |              | 90           | 90           | 90           | 90           | 90           | 90           | 90           | 7     | 0     | 2            | 0        |
| Денис Норенков       |              |              |              |              |              |              |              |              |              |              | 90           | 90           | 90           | 90           | 90           | 90           | 90           | 7     | 0     | 1            | 0        |
| Евгений Мурашов      |              |              |              |              |              |              |              |              |              |              | 85           | 90           | 90           | 84           |              | 20           | 44           | 4+2   | 0     | 1            | 0        |

В графе «Матчи» указаны выходы в стартовом составе, после знака + указаны выходы на замену. В графе «Голы» после знака − указаны пропущенные мячи (для вратарей).

### Игроки команды во втором круге[99]
| Игрок              | Матчи / Туры | Матчи / Туры | Матчи / Туры | Матчи / Туры | Матчи / Туры | Матчи / Туры | Матчи / Туры | Матчи / Туры | Матчи / Туры | Матчи / Туры | Матчи / Туры | Матчи / Туры | Матчи / Туры | Матчи / Туры | Матчи / Туры | Матчи / Туры | Матчи / Туры | Итого | Итого | Карточки     | Карточки |
| Игрок              | 18           | 19           | 20           | 21           | 22           | 23           | 24           | 25           | 26           | 27           | 28           | 29           | 30           | 31           | 32           | 33           | 34           | матчи | голы  | Предупреждён | Red card |
| ------------------ | ------------ | ------------ | ------------ | ------------ | ------------ | ------------ | ------------ | ------------ | ------------ | ------------ | ------------ | ------------ | ------------ | ------------ | ------------ | ------------ | ------------ | ----- | ----- | ------------ | -------- |
| Василий Курко      | 90           | 90           | 90           | 90           | 90           |              |              |              |              |              |              |              |              |              |              |              |              | 5     | 0     | 1            | 0        |
| Евгений Мурашов    | 90           | 83           | 46           | 85           | 69           |              |              |              |              |              |              |              |              |              |              |              |              | 5     | 0     | 1            | 0        |
| Анатолий Диденко   | 90           | 90           | 90           | 72           | 90           |              |              |              |              |              |              |              |              |              |              |              |              | 5     | 4     | 1            | 0        |
| Дмитрий Деменчук   | 90           | •            |              | 46           | 21           |              |              |              |              |              |              |              |              |              |              |              |              | 2+1   | 0     | 1            | 0        |
| Вячеслав Акимов    | 37           | 15           | 90           | 18           | 90           |              |              |              |              |              |              |              |              |              |              |              |              | 2+3   | 0     | 0            | 0        |
| Дмитрий Стародубец | 90           | 90           | 90           | 90           | 90           |              |              |              |              |              |              |              | •            | •            |              |              |              | 5     | -15   | 0            | 0        |
| Максим Вдовиченко  | 24           | 90           | 90           | 90           |              |              |              |              |              |              |              |              |              |              |              |              |              | 3+1   | 0     | 2            | 0        |
| Артём Кулишенко    | 66           | 5            | •            | 44           | 67           |              |              |              |              |              |              |              |              |              |              |              |              | 2+2   | 0     | 2            | 0        |
| Сергей Петько      | 90           | 90           |              | 90           | 90           |              |              |              |              |              |              |              |              |              |              |              |              | 4     | 1     | 2            | 0        |
| Тарас Лазарович    | 72           | 85           | 44           | 59           | 67           |              | •            |              |              | •            | •            | •            | •            | •            |              |              |              | 4+1   | 0     | 0            | 0        |
| Денис Норенков     | 90           | 90           | 90           | 90           | 90           | 90           | 90           | 90           | 60           | 13           | 44           | 90           | 90           | 90           |              |              |              | 11+2  | 0     | 1            | 0        |
| Михаил Шестаков    |              | 90           | 90           | 46           | 90           | 90           | 90           | 90           | 90           | 90           | 90           |              | •            | 30           |              |              |              | 10    | 2     | 0            | 0        |
| Дмитрий Поспелов   | 90           | 90           | 90           |              | 90           | 90           | 90           | 90           | 90           | 90           |              | 90           | 90           | 90           |              |              |              | 12    | 1     | 2            | 0        |
| Руслан Паламар     | 53           | •            | 23           | 31           | 23           | 46           | 77           | 56           | 90           |              | 90           | 65           | 77           | 90           |              |              |              | 8+3   | 1     | 1            | 0        |
| Дмитрий Климаков   | 18           | 75           | 90           | 90           |              | 60           | 13           | 10           | 13           | 9            | 14           | 37           | 90           | 60           |              |              |              | 5+7   | 0     | 0            | 0        |
| Евгений Терзи      |              | 7            | 23           | 5            | 23           | 44           | 86           | 90           | 46           | 12           | 44           | 37           | 90           | 90           |              |              |              | 4+8   | 0     | 2            | 0        |
| Денис Долинский    |              |              |              | 44           |              | •            | 4            | •            | 44           | 78           | 76           | 90           | 16           | •            |              |              |              | 3+4   | 0     | 0            | 0        |
| Ярослав Важинский  |              |              |              |              |              | 90           | 90           | 90           | 90           | 90           | •            | 44           | 90           | 90           |              |              |              | 6+1   | -8    | 0            | 0        |
| Пётр Стасюк        |              |              |              |              |              | 90           |              | 10           | 90           | 90           | 90           | 90           | 90           | 90           |              |              |              | 6+1   | 0     | 1            | 0        |
| Владислав Щетинин  |              |              |              |              |              | 90           | 90           | 90           | 44           | 90           | 46           | 90           | 13           | •            |              |              |              | 6+2   | 0     | 3            | 0        |
| Олег Гуменюк       |              |              |              |              |              | 90           |              | 34           | 90           | 90           | 90           | 53           |              |              |              |              |              | 5+1   | 0     | 2            | 0        |
| Максим Гавриленко  |              |              |              |              |              | 89           | 81           | 80           | 46           | 77           | 74           |              | 74           | 90           |              |              |              | 7     | 0     | 2            | 0        |
| Михаил Попов       |              |              |              |              |              | 57           | 90           | 90           | 90           | 90           | 82           | 53           | 90           | 90           |              |              |              | 8     | 0     | 2            | 0        |
| Алексей Чернышев   |              |              |              |              |              | 33           | 89           | 80           | 30           | 81           | 46           | 90           | 90           | 90           |              |              |              | 3+5   | 1     | 0            | 0        |
| Виктор Серденюк    |              |              |              |              |              | 30           | 90           | 90           | 77           | 90           | 90           | 90           | 90           | 90           |              |              |              | 7+1   | 0     | 2            | 0        |
| Данила Спас        |              |              |              |              |              | 1            | 1            | •            | •            | •            | 8            | •            | •            | •            |              |              |              | 0+3   | 0     | 0            | 0        |
| Сергей Кравченко   |              |              |              |              |              | •            | •            | •            | •            | •            | 90           | 46           |              |              |              |              |              | 2+0   | -2    | 0            | 0        |
| Артём Селезнев     |              |              |              |              |              | •            | 9            | •            | •            | •            | 16           | 25           | •            | •            |              |              |              | 0+3   | 0     | 0            | 0        |

## Кубок Украины

### Матчи

#### 1/32 финала
| 26 июля 2017 г. / среда 1/32 финала | Энергия    | 1:4 протокол (укр.) | Жемчужина                                                 | Украина, Новая Каховка                                              |
| 17:00 | Шастал 39′ | отчёт               | Лазарович 26′ · Шестаков 32′ · Малыш 47′ · Горбовский 71′ | Стадион: Энергия Зрителей: 600 Судья: Александр Афанасьев (Харьков) |
| Энергия: Старченко - Прокипчук, Процишин 46'(Грабец, 46), Махнев, Стеценко 33'(Вакулинский, 33), Дедяев, Волков, Киреев, Ковальчук 60'(Россохатый, 60), Шастал, Бочак · Жемчужина: Ширяев - Хромых, Курко, Поспелов, Потароченко, Малыш, Долинский, Горбовский, Георгиев 80'(Деменчук, 80), Шестаков 59'(Акимов, 59), Лазарович 46'(Паламар, 46) |            |                     |                                                           |                                                                     |

#### 1/16 финала
| 20 сентября 2017 г. / среда 1/16 финала | Жемчужина     | 1:1 протокол (укр.) (доп. вр.) (2:5 пен.)  | Сталь     | Украина, Одесса                                                |
| 16:00 | Долинский 44′ | отчёт                                      | Мысык 65′ | Стадион: Спартак Зрителей: 1000 Судья: Александр Павлюк (Киев) |
| | Пенальти      |                                            |           |                                                                |
| Поспелов · Петько · Мурашов |               | Мысык · Михайличенко · Обрадович · Малакян |           |                                                                |
| Жемчужина: Стародубец - Петько, Климаков, Поспелов, Норенков, Долинский, Паламар 56'(Акимов, 56), Мурашов, Кулишенко 71'(Вдовиченко, 71), Шестаков, Лазарович 87'(Деменчук, 87) · Сталь: Пеньков - Даниелян, Грачев, Тымчик, Якимив 58'(Мысык, 58), Месхи 110'(Михайличенко, 110), Э. Малакян, Кузык, Кныш 64'(Вакула, 64) , Обрадович, Ткачук |               |                                            |           |                                                                |